# Ugolino e i suoi figli
Ugolino e i suoi figli (Ugolin et ses fils) è un gruppo scultoreo realizzato a Parigi dallo scultore francese Jean-Baptiste Carpeaux, tra il 1857 e il 1860. Il soggetto dell'opera è Ugolino della Gherardesca, politico pisano del XIII secolo, lasciato morire d'inedia, con alcuni figli e nipoti, all'interno di una torre, a causa di contrasti con l'arcivescovo di Pisa Ruggieri degli Ubaldini.

## Descrizione e stile

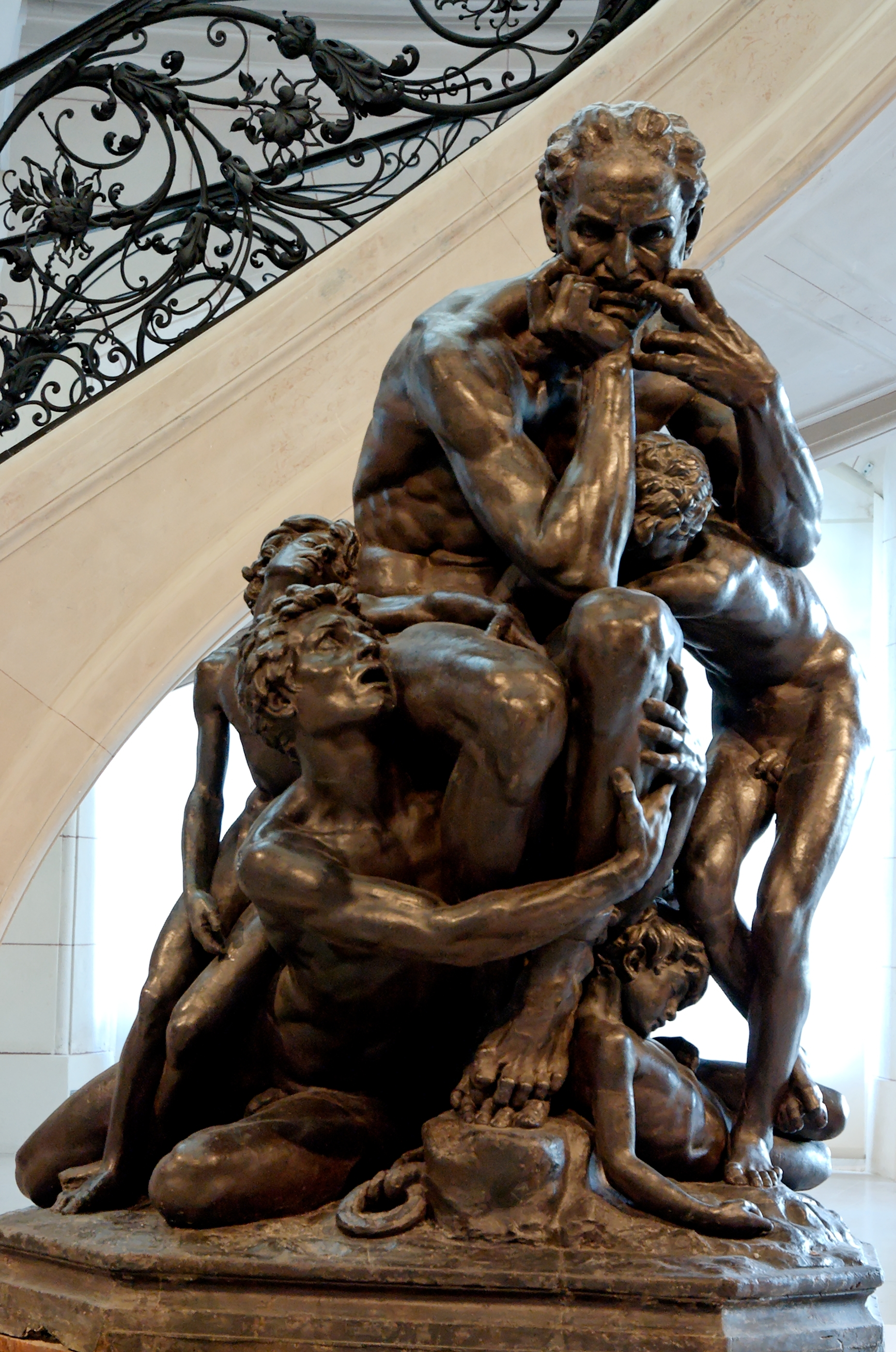
La versione bronzea del 1863, conservata al Petit Palais di Parigi.

L'opera è una rappresentazione fortemente espressiva di Ugolino della Gherardesca, personaggio del XIII secolo collocato da Dante nell'Antenora, seconda zona del nono cerchio, dove sono puniti i traditori della patria. La sua vicenda è trattata nel canto XXXIII dell'Inferno.
Carpeaux mostra Ugolino nel momento in cui è tormentato dalla possibilità del cannibalismo. La composizione è rappresentativa del gusto romantico di enfatizzare gli stati fisici, psicologici ed emotivi: Ugolino, infatti, sembra assorto e guarda in lontananza; come se non fosse conscio della sua condizione, non pare considerare i quattro fanciulli che lo circondano e si avvinghiano attorno a sé. Il più giovane è raggomitolato ai suoi piedi, presumibilmente morto. Nell'Inferno, Ugolino è affranto per l'agonizzante morte dei suoi figli e nipoti, ma non è chiaro al lettore se si sia cibato delle loro carni, mentre nella scultura ciò sembra più evidente. Sebbene stia patendo la fame, il corpo di Ugolino risulta muscoloso, e lo stile dell'intero gruppo scultoreo risulta influenzato da quello del Laocoonte.

## Versioni dell'opera

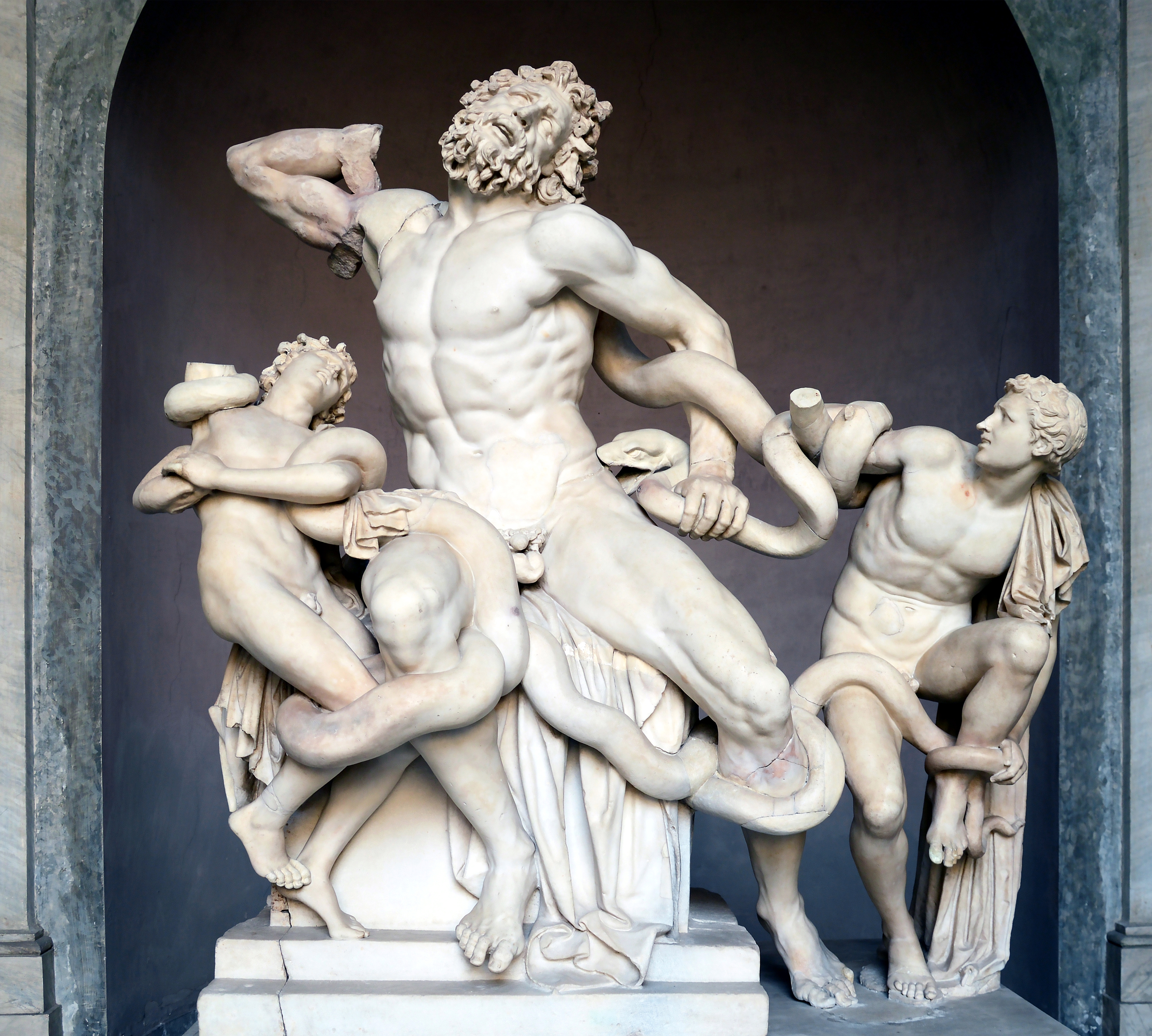
Il gruppo del Laocoonte, databile tra il I secolo a.C. e il I secolo d.C., influenzò la composizione dellUgolino di Carpeaux.

Carpeaux vinse il Prix de Rome nel 1854. Durante il suo soggiorno a Roma, si stabilì all'Accademia di Francia a Roma, istituzione ospitata a Villa Medici, e analizzò le opere di Michelangelo. L'Ugolino di Carpeaux ha come riferimento la fisicità delle figure michelangiolesche, in particolare si rifa al Giudizio Universale della Cappella Sistina. L'anatomia dei bambini si basa su osservazioni naturalistiche, abbozzando bambini morenti per la preparazione dell'opera. Carpeaux concluse il gruppo nell'ultimo periodo di residenza all'accademia a Roma.
La scultura fu fusa nel bronzo nel 1863, da parte del Ministero della cultura francese ed esposto nel Palazzo delle Tuileries, assieme ad una replica del Laocoonte. Una versione in marmo è stata completata a Parigi sotto la supervisione dell'artista affinché il proprietario della cava di marmo di Saint-Béat potesse esibirla all'Esposizione universale del 1867. Tale versione è stata in seguito acquistata dal Metropolitan Museum of Art di New York.

## Accoglienza
Quando fu messo in mostra il modello in gesso vi fu una reazione di "pubblica impressione". Ugolino e i suoi figli si discosta dalla tradizione accademica francese con "audacia e vigore", avente "spirito e magistrale tecnica degni di Michelangelo". La scultura, e lo stesso Carpeaux, furono considerati frutto del contesto romantico della Francia degli anni trenta del XIX secolo; l'artista fu quindi associato agli scultori François Rude, mentore di Carpeaux, che ne fu un grande estimatore, e Auguste Préault. Il gruppo di Ugolino ha lanciato la carriera dell'artista e gli garantì la commissione di altre opere, tra cui la realizzazione, per la facciata del Palais Garnier, di un gruppo scultoreo di decorazione: per tale richiesta, realizzò La danza, che accrebbe ulteriormente il suo successo.

## Influenze
L'artista surrealista Max Ernst adoperò una xilografia di Ugolino, ricavando l'immagine, con molta probabilità, dal catalogo dell'esposizione universale, e la inserì nel romanzo a fumetti La femme 100 têtes (letteralmente "La donna cento teste"). Il suo collage conserva il terrore del volto di Ugolino, ma lo giustappone a degli strumenti musicali.